# André Kostolany
André Kostolany (9 de febrer de 1906 - 14 de setembre de 1999) va ser un expert en borsa, bon vivant i cavaller de la Légion d'Honneur. Va treballar la major part de la seva vida a França i Alemanya.

## Biografia
Kostolany va néixer a Budapest, en una família catòlica romana d'ascendència jueva. Originalment va estudiar Filosofia i Història de l'Art a Budapest, però el seu pare el va obligar a abandonar els estudis i el va enviar a París el 1924 per treballar com a corredor de borsa. Allà va començar la seva carrera com a especulador i arbitrador. Va aconseguir obtenir beneficis durant la caiguda dels preus de mercat que va començar a finals de 1929, després d'haver estat baixistes en aquell moment.
Quan els alemanys van ocupar França el 1940, va fugir a Nova York. De 1941 a 1950, va ser director general i president de la G. Ballai and Co Financing Company. A partir de 1950 va viure principalment a París, amb una oficina a Munic i una casa de vacances a la Costa Blava.
Després de la Segona Guerra Mundial, va invertir molt en la reconstrucció d'Alemanya. El boom econòmic posterior el va ajudar a construir la seva fortuna. A canvi, Kostolany va passar la major part de la seva vida escrivint columnes i impartint seminaris sobre la borsa a Alemanya, on es va fer famós com a expert en borsa. La seva fama es basava en la gran quantitat d'experiència pràctica que havia acumulat durant els seus 70 anys de carrera, en diferents oficis, en molts mercats d'arreu del món. Va morir a París als 93 anys.
Kostolany, impulsat per la seva reeixida inversió a Alemanya després de la Segona Guerra Mundial, sentia un profund respecte per "les qualitats i capacitats inherents del poble alemany", que, segons ell, portarien Alemanya a un nou boom econòmic , després que l'economia alemanya absorbís el xoc de la reunificació.
Kostolany va ser un crític amb el patró or, el sistema monetari que fixa els tipus de canvi al preu de l'or, ja que creia que sempre que s'utilitzava, suprimia el creixement econòmic i conduïa a crisis cícliques. En conseqüència, va ser un crític molt vehement de la política monetària del Bundesbank durant les dècades de 1980 i 1990.

## Publicacions
Kostolany va publicar molts llibres en diverses llengües, incloent-hi 13 llibres que van vendre més de 3 milions d'exemplars en total. Durant molts anys va ser autor d'una columna a la revista mensual Capital, una revista relacionada amb la borsa a Alemanya (va escriure un total de 414 articles).
Algunes de les seves obres (en els seus títols originals) són
- Suez: Le roman d'une entreprise – (1939)
- La paix du Dollar –  (1957)
- La Grande confrontation – (1959)
- Si la bourse m'était contée – (1960)
- L'aventure de l'argent – (1973)
- … und was macht der Dollar? Im Irrgarten der Währungsspekulationen – (1987)
- Kostolanys Börsenpsychologie – (1991)
- Kostolanys Bilanz der Zukunft – (1995)
- Weisheit eines Spekulanten – (1996)
- Die Kunst über Geld nachzudenken – (2000)